# Das filmende Klassenzimmer
Das filmende Klassenzimmer ist ein medienpädagogisches Projekt der Bavaria Film GmbH.
Schulklassen und Jugendgruppen können innerhalb eines oder mehrerer Tage mit Unterstützung von Workshopleitern eigene Filme realisieren. Die Teilnehmer des Filmworkshops erfahren dabei, wie viel Arbeit und Konzentration für die verschiedenen Produktionsabläufe nötig ist, um den fertigen Film erfolgreich zu präsentieren.

## Projektdurchführung
Die teilnehmenden Gruppen melden sich direkt bei der Bavaria Film an. Das Projekt ist dabei grundsätzlich für alle Schularten und auch außerschulische Gruppen offen. Die Teilnehmer sollten mindestens 9 Jahre alt sein. Eine Altersbeschränkung nach oben findet nicht statt.
Das Projekt wird nicht explizit beworben und lebt von einer Kultur der Empfehlung. Die meisten Gruppen kommen auf Initiative der Lehrkräfte, die teilweise schon seit vielen Jahren in Kontakt mit der Bavaria stehen. Pro Jahr gibt es ca. 25 % Neukunden.

## Eckdaten und Fakten
Eine wichtige Säule des Projektes besteht darin, kompetente Fachleute als Workshopleiter zu gewinnen, die zusätzlich über großes pädagogisches Geschick verfügen und natürlich Spaß an der Filmarbeit mit jungen Leuten haben. Zurzeit arbeiten ca. 10 Profis beim Workshop „das filmende Klassenzimmer“ und jährlich nehmen etwa 210 Gruppen mit insgesamt ca. 5000 Kindern und Jugendlichen am Workshop teil. Das Projekt besteht seit 1990 und steht seitdem unter der Leitung von Walter Hölzl. Unter den Workshopleitern befanden sich namhafte Regisseure und Filmschaffende wie Miguel Alexandre, Martin Weinhart, Matthias Lehmann, Yasemin Şamdereli und Jörg Pfeifer.